# 多脉樫木
多脉樫木（学名：Dysoxylum lukii）为楝科樫木属下的一个种。

## 扩展阅读
- 維基物種上的相關：多脉樫木